# Pietro Parente
Pietro Parente (Casalnuovo Monterotaro, 16 februari 1891 – Vaticaanstad, 29 december 1986) was een Italiaans geestelijke en kardinaal van de Rooms-Katholieke Kerk.
Parente volgde het gymnasium in Casalvecchio di Puglia alvorens het grootseminarie van Benevento te bezoeken. In 1909 vervolgde hij zijn studies aan het seminarie San Apollinare in Rome, waar hij promoveerde in de wijsbegeerte. Aan de Pauselijke Lateraanse Universiteit promoveerde hij vervolgens in de theologie. Hij werd op 18 maart 1916 priester gewijd. Meteen daarop werd hij rector van het seminarie van Napels. In 1925 benoemde paus Pius XI hem tot pauselijk kamerheer. Een jaar later werd hij hoogleraar aan de Lateraanse Universiteit. In 1934 werd hij door de paus aangesteld als huisprelaat. Vervolgens werd hij rector magnificus van de de Pauselijke Universiteit van de Propoganda Fide (de Urbaniana). In 1938 richtte hij een faculteit voor Kerkelijk Recht op aan de Universiteit Napels, en werd de eerste decaan van die faculteit. In 1950 keerde hij terug naar Rome, waar hij andermaal doceerde aan de Urbaniana.
Paus Pius XII benoemde hem in 1952 tot protonotaris apostolici supranumerarii en een jaar later tot kanunnik van de Sint-Pieter. In 1955 werd hij aartsbisschop van Perugia-Città della Pieve. Hij werd in de Sint-Pieter gewijd door Federico Tedeschini en Luigi Traglia. Paus Johannes XXIII benoemde hem in 1959 tot titulair aartsbisschop van Tolemaide di Tebaide en tot secretaris van het Heilig Officie. Hier leek hij voorbestemd om Alfredo Ottaviani op te volgen als prefect, maar paus Paulus VI, die Johannes in 1983 was opgevolgd, zag vermoedelijk niet zoveel in Parente. Hij creëerde Parente kardinaal tijdens het consistorie van 26 juni 1967. De San Lorenzo in Lucina werd zijn titelkerk. Omdat het hoogst ongebruikelijk is dat een kardinaal secretaris is van een congregatie, zag Parente zich hierop gedwongen zijn functie bij het H. Officie neer te leggen.
Toen hij in 1986 stierf was hij het oudste lid van het College van Kardinalen. Hij werd in zijn geboortedorp begraven.
- Biblioteca Nacional de España: XX1098769
- Bibliothèque nationale de France: cb12451667b (data)
- Gemeinsame Normdatei: 1011307472
- International Standard Name Identifier: 0000 0001 1877 9268
- Library of Congress Control Number: n86044844
- Nationale Bibliotheek van Polen: a0000001066882
- Nederlandse Thesaurus van Auteursnamen: 069458006
- Réseau des bibliothèques de Suisse occidentale: 02-A003670409
- Istituto Centrale per il Catalogo Unico: CFIV002170
- Système universitaire de documentation: 067026680
- Virtual International Authority File: 73948373
- WorldCat: E39PBJj8V33gTDbKFjY9yQYByd